# Соснин, Антон Васильевич
Анто́н Васи́льевич Сосни́н (27 января 1990, Ленинград) — российский футболист, крайний защитник и полузащитник.

## Карьера
Воспитанник петербургского футбола. На юношеском уровне играл за «Смену».
В 2006 году его заметил главный тренер дублирующего состава петербургского «Зенита» Игорь Чугайнов. В 2009 привлекался Игорем Колывановым в молодёжную сборную России. В том же сезоне стал победителем турнира молодёжных команд.
В летнее трансферное окно 2010 был отдан в аренду самарским «Крыльям Советов». 12 сентября 2010 дебютировал в Премьер-лиге, выйдя в основном составе «Крыльев» в матче со «Спартаком» из Нальчика. Его команда победила со счётом 2:0, а сам Антон отметился голевой передачей на Ненада Джорджевича. 10 декабря 2010 года Антон официально стал игроком «Крыльев Советов» и заключил с клубом трёхлетний контракт.
25 января 2012 прошёл медосмотр и подписал 3,5-летний контракт с «Кубанью».
27 мая 2015 года было объявлено о переходе защитника в московское «Динамо». В составе «бело-голубых» стал победителем Первенства ФНЛ-2016/17 и вернулся с «Динамо» в РФПЛ.
26 февраля 2021 года на правах свободного агента перешел в «Нефтехимик».
В апреле 2022 года перешёл в медийный футбольный клуб Broke Boys, а уже в июне того же года стал её тренером. В апреле следующего года стал игроком GOATS.

## Достижения
Командные
 Зенит-мол.
- Победитель молодёжного первенства России: 2009.

 Кубань
- Финалист Кубка России: 2014/15.

Динамо (Москва)
- Победитель Первенства ФНЛ: 2016/17.